# Datorspelsåret 2004

## Händelser

### Mars
- 21 mars - Kritikerrosade spelet Far Cry har premiär i Sverige.
- 25 mars - Epic Games lanserar Unreal Tournament 2004.

### Maj
- 7 maj - The Angry Video Game Nerd recenserar sitt första spel Castlevania 2: Simon's Quest till Nintendo Entertainment System på Youtube.
- 11-13 maj - Den tionde årliga E3-mässan hålls i Los Angeles i Kalifornien i USA.[1]
- 15 maj - The Angry Video Game Nerd recenerar Dr. Jekyll and Mr. Hyde till Nintendo Entertainment System på Youtube.

### Juni
- 8 juni - Nintendo lanserar den bärbara spelmaskinen Game Boy Advance i Folkrepubliken Kina (förutom Hongkong).

### Augusti
- 3 augusti - id Softwares spel Doom III lanseras.
- 30 augusti - Spelföretaget Acclaim går i konkurs och stänger igen sina dörrar.

### September
- 17 september - Efterföljaren till världens mest sålda spel The Sims - "The Sims 2" lanseras i Sverige.

### November
- 16 november - Uppföljaren till Half-Life: "Half-Life 2", lanseras.
- November - Den svenskspråkiga TV-spelstidskriften Super Plays chefredaktör Tobias Bjarneby meddelar att han lämnar sitt arbete på tidskriften.
- 18 november - Nintendo lanserar den bärbara spelkonsolen Game Boy Advance SP i Folkrepubliken Kina.

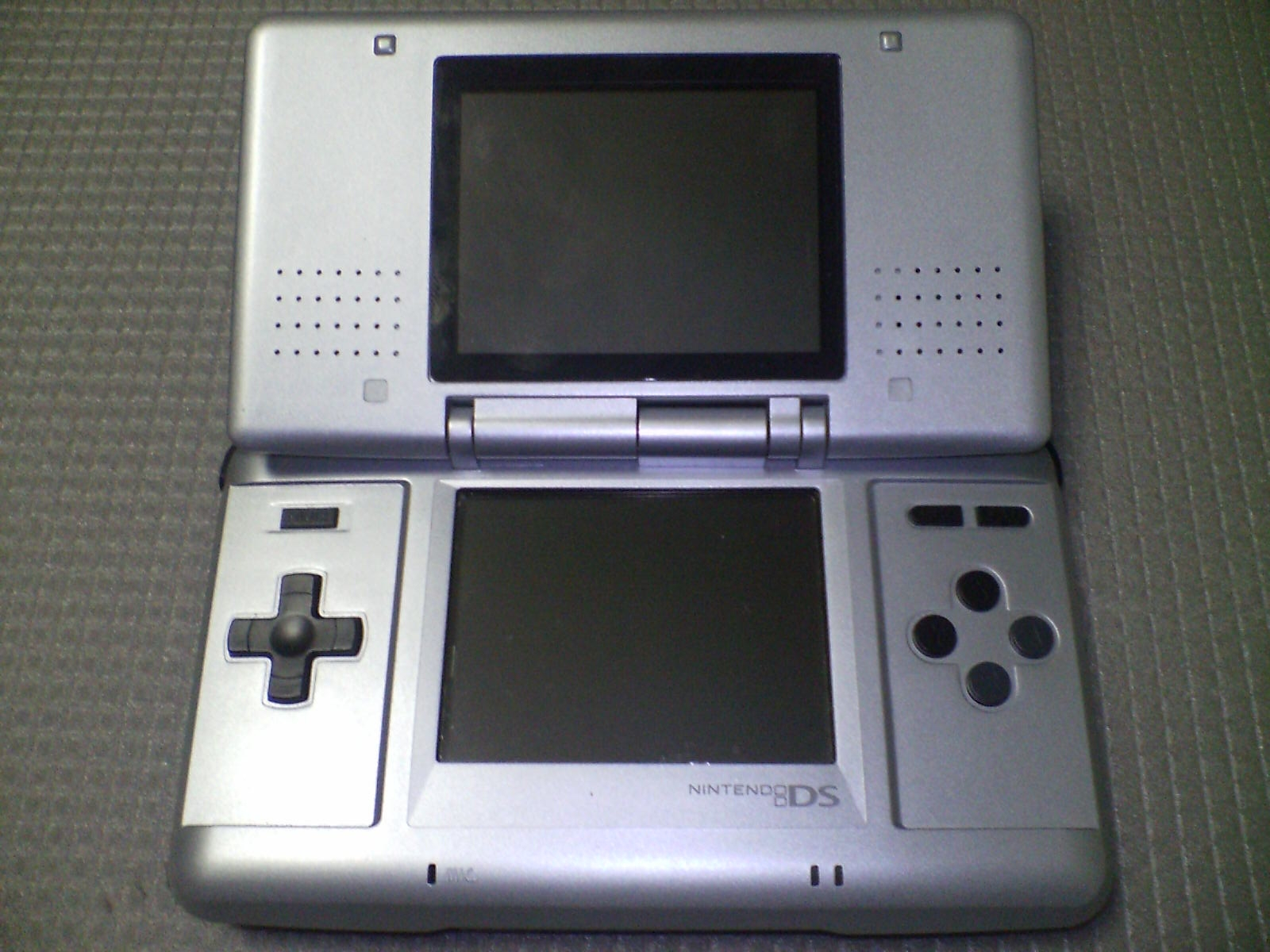
Nintendo DS

- 21 november - Nintendo lanserar den bärbara spelkonsolen Nintendo DS i USA och Kanada.

### December
- 2 december - Nintendo lanserar den bärbara spelkonsolen Nintendo DS i Japan.
- 3 december - Onlinetjänsten Xbox Live Arcade lanseras.[2]

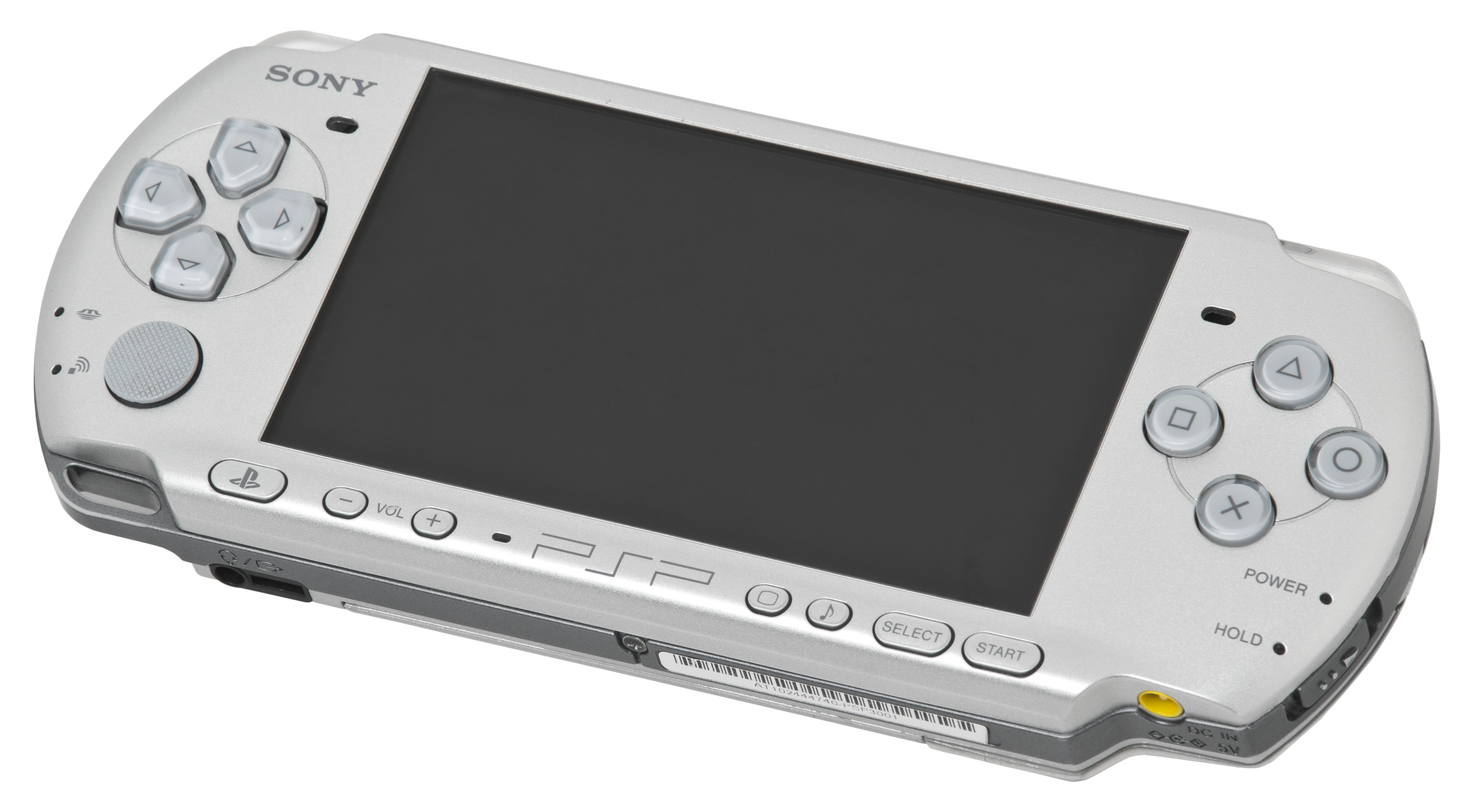
Playstation Portable

- 12 december - Sony lanserar den bärbara spelkonsolen "Playstation Portable" i Japan.
- 13 december - Electronic Arts skriver på ett 5-årigt avtal med National Football League (NFL), där Electronic Arts får ha med NFL:s lag, anläggningar och spelare i sina spel om amerikansk fotboll.

### Okänt datum
- Grand Theft Auto: San Andreas är årets bäst säljande spel i USA.[3]

## Spel släppta år2004

### PC
- Battlefield Vietnam
- City of Heroes
- Doom 3
- EverQuest II
- EverQuest: Gates of Discord
- Far Cry
- Half-Life 2
- Hitman: Contracts
- Joint Operations: Escalation
- Joint Operations: Typhoon Rising
- Medal of Honor: Pacific Assault
- Myst IV: Revelation
- NHL 2005
- Painkiller
- Painkiller: Battle out of Hell
- Prince of Persia: Warrior Within
- Rise of Nations: Thrones and Patriots
- Rollercoaster Tycoon 3
- Rome: Total War
- Star Wars Galaxies: Jump to Lightspeed
- The Chronicles of Riddick: Escape from Butcher Bay
- The Lord of the Rings: The Battle for Middle-earth
- The Sims 2
- Thief: Deadly Shadows
- Tom Clancy's Rainbow Six 3: Athena Sword
- Unreal Tournament 2004
- Vampire: The Masquerade - Bloodlines
- World of Warcraft

### Game Boy Advance
- Hamtaro: Ham-Ham Games
- Metroid: Zero Mission
- Pokémon Firered och Leafgreen
- The Legend of Zelda: The Minish Cap

### GameCube
- Animal Crossing
- Donkey Kong Jungle Beat
- Donkey Konga
- Metal Gear Solid: The Twin Snakes
- Metroid Prime 2: Echoes
- NHL 2005
- Paper Mario: The Thousand-Year Door
- The Legend of Zelda: Four Swords Adventures

### Nintendo DS
- Super Mario 64 DS

### PS2
- Crash Twinsanity
- Fallout: Brotherhood of Steel
- Grand Theft Auto: San Andreas
- Jak 3
- Metal Gear Solid 3: Snake Eater
- Need for Speed: Underground 2
- Samurai Warriors
- Silent Hill 4: The Room

### Xbox
- Burnout 3: Takedown
- Dead or Alive Ultimate
- Fable
- Halo 2
- Ninja Gaiden
- OutRun 2
- The Chronicles of Riddick: Escape from Butcher Bay
- Tony Hawk's Underground 2

### Fotnoter
1. ↑  ”Attendance and Stats” (på engelska). IGN. http://www.ign.com/wikis/e3/Attendance_and_Stats. Läst 21 maj 2015.
2. ↑  ”Xbox Live Arcade” (på engelska). Giantbomb. http://www.giantbomb.com/launch-titles/3015-238/. Läst 19 maj 2015.
3. ↑  ”The NPD Group Reports Annual 2004 U.S. Video Game Industry Retail Sales”. NPD Group. 18 januari 2005. Arkiverad från originalet den 25 november 2006. https://web.archive.org/web/20061125183902/http://www.npdfunworld.com/funServlet?nextpage=pr_body.html&content_id=2076. Läst 28 februari 2008.